# Среднеколымск
Среднеколы́мск (якут. Орто Халыма) — город, административный центр Среднеколымского улуса Республики Саха (Якутия) Российской Федерации, образует городское поселение город Среднеколымск.

## Этимология
Основан в 1644 году как Среднеколымский острог, название от гидронима реки Колыма. Название указывало на расположение острога в среднем течении Колымы и противопоставляло селениям Нижнеколымск и Верхнеколымск. С середины XIX века — город Среднеколымск.

## История
Основан в 1643 или 1644 году как казачий острог русским землепроходцем Михаилом Васильевичем Стадухиным и казаком Дмитрием Михайловичем Зыряном. Был известен под названием Ярмонга (Ярманка). В 1775 году Среднеколымск стал городом, а в 1882 году — центром Колымского округа.
Являлся местом ссылки, здесь её отбывали врач, революционер Сергей Иванович Мицкевич, революционер, писатель Владимир Германович Богораз, декабрист Николай Сергеевич Бобрищев-Пушкин, журналист Исаак Владимирович Шкловский.

## Население
| 1855  | 1897  | 1926  | 1939  | 1959  | 1970  | 1979  | 1989  | 1992  | 1996  | 1998  |
| ----- | ----- | ----- | ----- | ----- | ----- | ----- | ----- | ----- | ----- | ----- |
| 283   | ↗538  | ↗700  | ↗2029 | ↗2088 | ↗2729 | ↗3309 | ↗4489 | ↗4900 | ↘4600 | ↘4400 |
| 2001  | 2002  | 2003  | 2005  | 2006  | 2007  | 2009  | 2010  | 2011  | 2012  | 2013  |
| →4400 | ↘3587 | ↗3600 | →3600 | ↘3500 | ↘3400 | ↘3276 | ↗3525 | ↘3516 | ↘3505 | ↗3544 |
| 2014  | 2015  | 2016  | 2017  | 2018  | 2019  | 2020  | 2021  | 2022  | 2023  |       |
| ↘3484 | ↗3502 | ↘3490 | ↘3488 | ↗3489 | ↘3471 | ↗3477 | ↘3131 | ↘3104 | ↗3118 |       |

На 1 января 2025 года по численности населения город находился на 1105-м месте из 1124 городов Российской Федерации.

## Экономика
Основная отрасль — сельское хозяйство (скотоводство, коневодство, оленеводство), рыболовство, пушной промысел. Имеется нефтяная база.
Предприятия
- ГУП ФАПТК «Анкудинка»
- ЗАО «Дороги Колымы»
- Колымский Лесхоз
- Колымторг
- НПП «Колыма»

## География
Расположен на Колымской низменности на северо-востоке республики, на левом берегу Колымы в месте впадения в неё Анкудинки в 1280 км к северо-востоку от Якутска и в 890 км к северу от Магадана. Находится севернее Северного полярного круга.

В Среднеколымске холодный климат. Осадков в течение года выпадает мало. По классификации климатов Кёппена — субарктический климат (индекс Dfc) с коротким прохладным летом. По классификации Алисова — субарктический климат.
| Показатель                                                              | Янв.  | Фев.  | Март  | Апр.  | Май  | Июнь  | Июль | Авг. | Сен.  | Окт.  | Нояб. | Дек.  | Год   |
| ----------------------------------------------------------------------- | ----- | ----- | ----- | ----- | ---- | ----- | ---- | ---- | ----- | ----- | ----- | ----- | ----- |
| Абсолютный максимум, °C                                                 | −4,3  | −3,3  | 2,3   | 14,6  | 28,4 | 33,5  | 36,7 | 32,2 | 24,6  | 13,6  | 5,1   | −5,3  | 36,7  |
| Средний суточный максимум, °C                                           | −31,8 | −29,2 | −20,3 | −7,8  | 5,5  | 17,7  | 19,8 | 15,8 | 7,4   | −7,1  | −23,4 | −31,3 | −6,7  |
| Средняя температура, °C                                                 | −36   | −34   | −26,6 | −14,3 | 0,5  | 11,3  | 13,5 | 9,7  | 2,5   | −11,6 | −27,6 | −35,3 | −12,3 |
| Средний суточный минимум, °C                                            | −40,2 | −38,7 | −32,8 | −20,7 | −4,4 | 5,0   | 7,2  | 3,7  | −2,3  | −16   | −31,8 | −39,3 | −17,4 |
| Абсолютный минимум, °C                                                  | −56,1 | −56   | −50,4 | −42,4 | −30  | −10,9 | −1,6 | −5,1 | −14,8 | −36,1 | −48,2 | −53,5 | −56,1 |
| Норма осадков, мм                                                       | 16    | 13    | 7     | 5     | 9    | 21    | 33   | 27   | 20    | 19    | 17    | 14    | 201   |
| Источник: Абсолютные минимумы и максимумы, Средние температуры и осадки |       |       |       |       |      |       |      |      |       |       |       |       |       |

### Связь
Сотовая связь (действует с июня 2009)
- МТС
- МегаФон
- Билайн

Телефонная связь
- СахаТелеком

Интернет
- СахаТелеком
- Altegro-Home Wi-Fi

### Транспорт
Действует аэропорт, речная пристань (июнь-октябрь). В зимнее время года сообщение со Среднеколымском осуществляется по автозимнику.

## Образование
- Среднеколымская средняя школа
- Среднеколымская улусная гимназия
- Детская школа искусств

## Культура
- Улусный дом культуры
- Краеведческий музей

## Топографические карты
- Лист карты Q-56-III,IV. Масштаб: 1 : 200 000. Указать дату выпуска/состояния местности.

## В культуре
Среднеколымск упоминается в первой части («Дорога уходит в даль») книги Александры Яковлевны Бруштейн «Дорога уходит в даль».

Тюрьма как тюрьма, об этом я расскажу тебе в другой раз. Сижу я в ней довольно долго, пока в один непрелестный день выходит решение моей судьбы. Сослать Розанова Павла Григорьевича на пять лет в город Среднеколымск, Якутской области.
Что такое Среднеколымск? Об этом мы, ссылаемые туда, знали гораздо меньше, чем, например, о каком-нибудь Рио-де-Жанейро. Да что — мы! Не знало об этом даже правительство. Мать одного из ссылаемых добилась в Петербурге приёма у какого-то высокого начальника и спросила у него, что такое Среднеколымск. Начальник этот ей ответил с любезной улыбкой:

— «О Среднеколымске нам, сударыня, известно только одно: что там людям жить невозможно. — И добавил уже без улыбки: — Поэтому-то мы и ссылаем туда революционеров».— А.Я.Бруштейн, "Дорога уходит в даль"